# Kernkraftwerk Cooper
Das Kernkraftwerk Cooper (englisch Cooper Nuclear Station) ist in Brownville im US-Bundesstaat Nebraska gelegen.

## Geschichte
Der Block wurde ab 1968 gebaut und ging am 10. Mai 1974 ans Netz. Betrieben wird das Kraftwerk von Nebraska Public Power District (NPPD).
Das Kraftwerk ist benannt nach den aus Humboldt (Nebraska) stammenden Guy Cooper und Guy Cooper Jr. als Anerkennung ihres Beitrages für das öffentliche Stromnetz in Nebraska.
Im Juni 2011 wurde das Kraftwerk von steigenden Pegeln des Missouri umflutet. 
US-Präsident Barack Obama erklärte für den Bundesstaat den Notstand und machte damit Bundesgelder für Hilfsmaßnahmen frei. Der Wasserpegel erreichte am 19. Juni 2011 fast 13 Meter; die Betreiber mussten einen «Hinweis auf ein unübliches Ereignis» geben, die niedrigste von vier Warnstufen. Bei einem Pegel von 13,90 Meter müsste das AKW vom Netz genommen werden.
Im März 2019 wurde bei Überschwemmungen ein noch höherer Wasserpegel gemessen und es wurden Vorbereitungen zur Abschaltung getroffen. Das Kraftwerk war zwar auf dem Landweg nicht mehr erreichbar und Helikopter mussten den Transport von Arbeitern übernehmen, der kritische Pegelstand wurde jedoch nicht erreicht.

## Daten der Reaktorblöcke
Das Kernkraftwerk Cooper hat einen Block:
| Reaktorblock | Reaktortyp         | Netto- leistung | Brutto- leistung | Baubeginn  | Netzsyn- chronisation | Kommer- zieller Betrieb | Abschal- tung  |
| ------------ | ------------------ | --------------- | ---------------- | ---------- | --------------------- | ----------------------- | -------------- |
| Cooper       | Siedewasserreaktor | 774 MW          | 801 MW           | 01.06.1968 | 10.05.1974            | 01.07.1974              | (2034 geplant) |